# 梅子山摩崖
梅子山摩崖，位于中华人民共和国湖北省武汉市汉阳区晴川街道，是武汉市文物保护单位。

## 简介
梅子山摩崖位于梅子山北麓临月湖的峭壁上。有两处，一为“海阔天空”，每字约1米见方，款识剥蚀难辨，约摸着可辨认出一个“李”字，可能是书者的姓。另一摩崖距此30余米处，为“灵鹫飞来”，字比前者略大，右署“杨威风书”。杨威风为扬州人，生平不详。两处摩崖大字现保存完好。

## 传说
当地流传着梅子山摩崖与凤凰山摩崖的传说，该传说称“灵鹫飞来”四字是为了怀念保护梅子山梅林的大鹫鹰。

## 文物保护情况
1988年12月25日，被武汉市人民政府列为第三批武汉市文物保护单位。

## 其它
2022年，因梅子山摩崖缺乏日常监管，周遭环境较差，被汉阳区检察院立案调查。后经协调，建立军地协作保护机制，保障了该文物的日常维护。

## 备注
1. ↑  另有说法是毛会间（子霞）所写[3]。